# Лісний (Новгородська область)
Лісний (рос. Лесной) — селище в Хвойнинському районі Новгородської області Російської Федерації.
Населення становить 121 особу. Входить до складу муніципального утворення Пєське сільське поселення.

## Історія
Від 2005 року входить до складу муніципального утворення Пєське сільське поселення

## Населення
| 2009 | 2010 |
| ---- | ---- |
| 149  | ↘121 |